# Medak (wieś)
Medak (serb. Медак) – wieś w Chorwacji, w żupanii licko-seńskiej, w mieście Gospić. Leży w regionie Lika, około 15 km na południowy wschód od Gospicia. W 2011 roku liczyła 62 mieszkańców.